# Siniša Banović
Siniša Banović (cyrillique serbe: Синиша Бановић, né le 12 mai 1979, à Sarajevo) est un auteur et dessinateur de bande-dessinée serbe. Il vit à Belgrade, en Serbie.

## Biographie
Siniša Banović étudie aux Arts Appliqués de Belgrade en Serbie.

## Œuvres
- 40 Techniques Imparables..., scénario de Dikeuss, Septième choc

1. 40 Techniques Imparables pour vaincre sa jalousie, 2008.

- Zodiaque, scénario de Éric Corbeyran, Delcourt

12. L'Expérience du Poissons, janvier 2013.